# 경방단

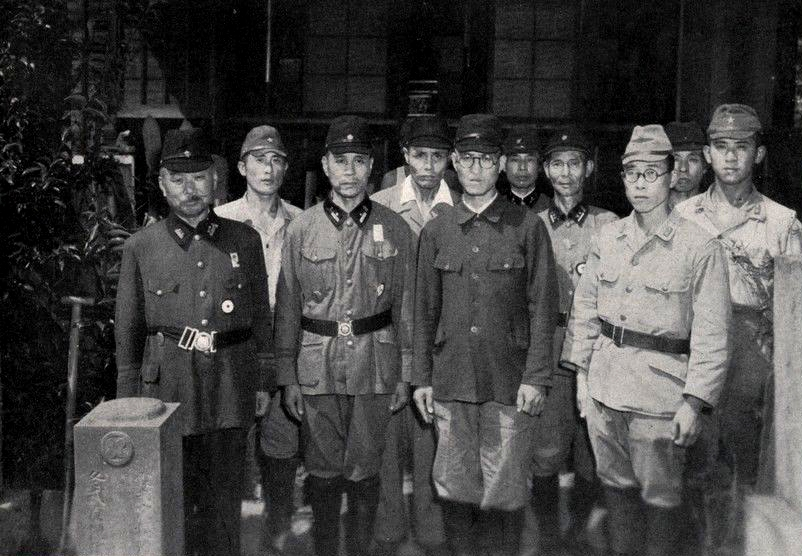
1945년 9월 미국 해군이 촬영한 일본인들. 옷깃이 검은 사람들이 경방단원이고, 나머지는 육군 병사 또는 민간인들이다. 가장 앞줄의 왼쪽부터 경방단장, 반장이고, 둘째줄에 부장, 그 왼쪽에 경방원이다.

경방단(일본어: 警防団 케이보단[*])은 제2차 세계대전 발발 직전인 1939년(쇼와 14년) 「경방단령」(1월 25일 공포, 4월 1일 시행)을 근거로, 공습이나 재해로부터 시민을 지킨다는 목적으로 만들어진 단체다. 경찰 및 소방 보조조직으로서의 임무가 부과되었다.
일본의 패전에 따라 존재의의가 없어졌기 때문에 1947년(쇼와 22년) 폐지되고 소방단으로 개편되었다.

## 같이 보기
- 일본의 네덜란드령 동인도 점령